# Lappvide
Lappvide (Salix lapponum) är en växtart i släktet salix.
Den är en liten risartad buske som blir mellan 0,5 och 1,5 meter hög, vars blad har nedvikt kant. Kvistarna är ludna som unga men övergår sedan till kala. De är bruna och krokiga och även tjocka i vissa fall. Det främsta kännetecknet är bladens utseende. Bladen är smala och har mycket kort bladskaft. Ovansidan är lite skrynklig, grågrön och silkeshårig. Undersidan har däremot en silverglänsande färg och är mer finhårig vilket gör att bladet känns mjukt att hålla i. Bladen är ovala och runt 3-5 cm långa. Det som gör att lappvide sticker ut från exempelvis Ripvide (Salix glauca) är dess nedvikta bladkant. Hängefjällen är smala och brunsvarta. Blommorna är placerade i hängefjällens bladveck. På vår och försommaren, främst i maj och juni, blommar dem. Blomningen sker på bar kvist, innan bladen har kommit för säsongen. Lappvide korsas ofta med andra vide och bildar hybrider. Ståndarna ändrar färg med tiden från röd till gul, och till sist blir de svarta. Blommorna är enkönade och är således beroende av andra faktorer, som insekter och vinden, för att bli pollinerade. Frukten är hårig och faller av kvisten när den är färdig för att växten ska föröka sig.

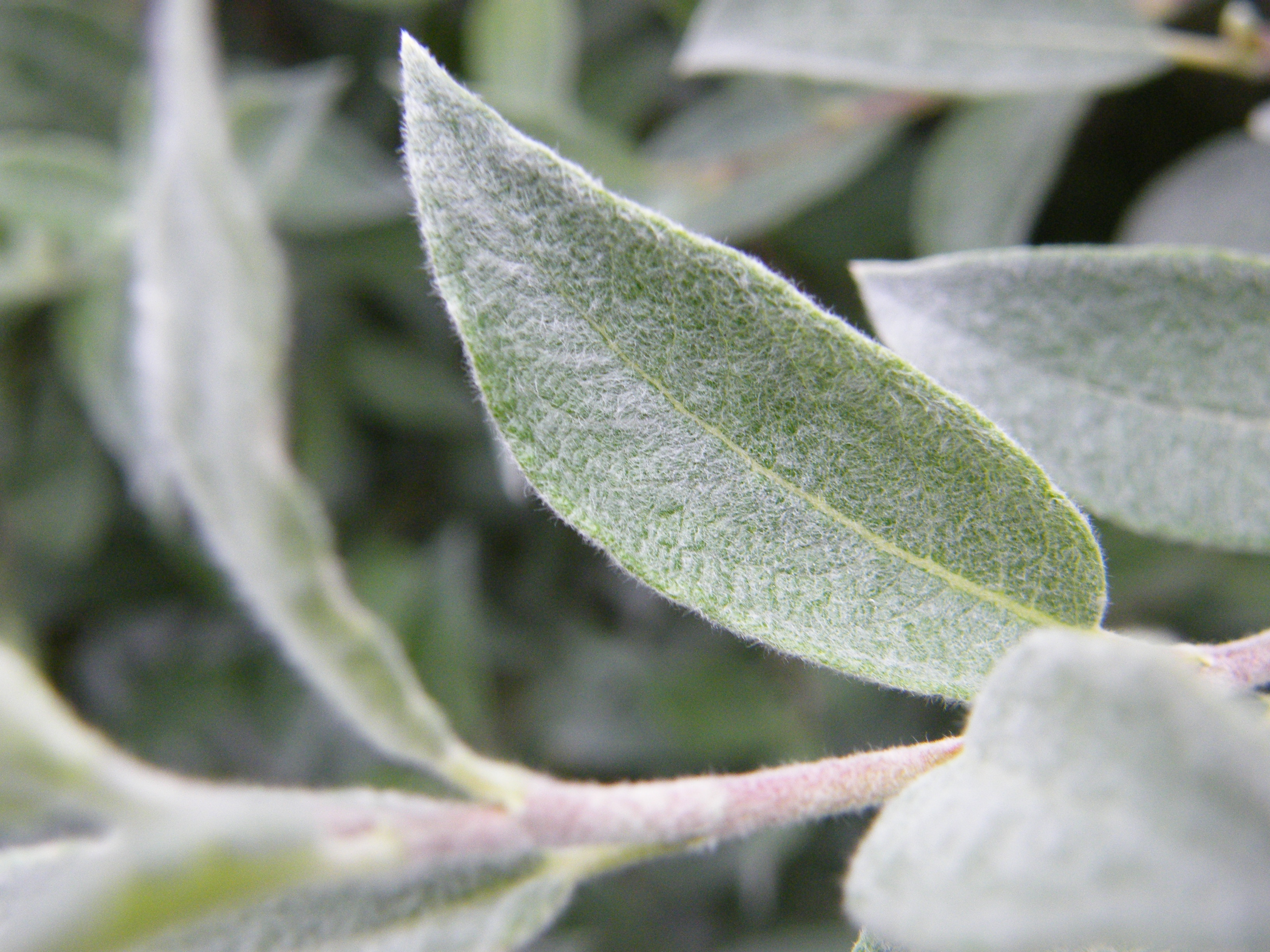
Bladens ovansida.

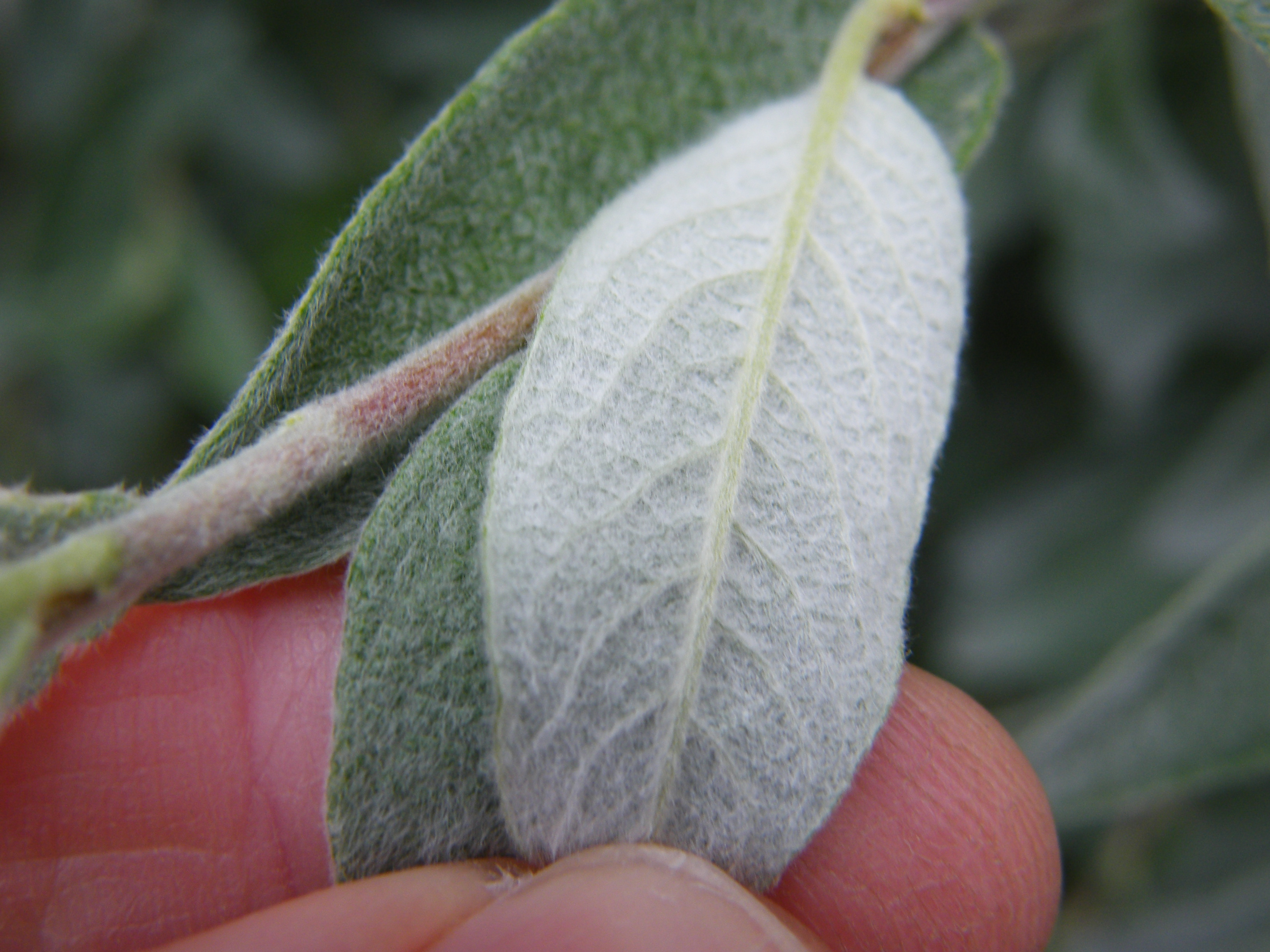
Bladens undersida.

## Utbredning
Lappvide trivs bäst i fuktig mark där vattnet byts ut då och då, därför hittar man den ofta på fuktängar och kärrmarker i stora snår. Den lever främst på 200 till 900 meters höjd i fjälltrakter men enstaka även längre ner i dalen. Störst mängd i Sverige finns norr om Uppland och i fjällområdena, men lite går även att hitta längre söder ut som i Småland. Arten finns även i andra delar av Europa och i stor del av Asien.

## Latinskt namn
Lappvide upptäcktes i Lappland år 1720 av Rudbeck och har därför fått det latinska namnet ’'lapponum vilket härstammar från latinets Lapponia som betyder Lappland.